# 232306 Bekuska
232306 Bekuska este o planetă minoră (asteroid) din centura de asteroizi. A fost descoperită pe 14 septembrie 2002 la Observatorul Palomar de Near Earth Asteroid Tracking. 
Obiectul prezintă o orbită caracterizată de o semiaxă mare de 2,223702963999 UAi, o excentricitate de 0,10555636820536, o înclinație de 3,4210232457296 ° în raport cu ecliptica.